# La Porraza
La Porraza (sa Porrassa, en catalán) es una localidad situada en el término municipal de Calviá, en la isla de Mallorca, España.
Cuenta la leyenda que en esta zona estuvo acampado parte del ejército del rey Jaime I cuando comenzó la conquista de la isla en 1229. En 2020 apenas quedan un par de viviendas de las 15 o 20 que contuvo antaño, además de una gran masía del terrateniente de las tierras, un vivero, un instituto y un parque acuático. La localidad forma parte del entramado del Paseo Calviá, conocido como el Pulmón verde del municipio. Es colindante con el municipio de Son Ferrer al oeste y con el complejo turístico de Magaluf al sur.

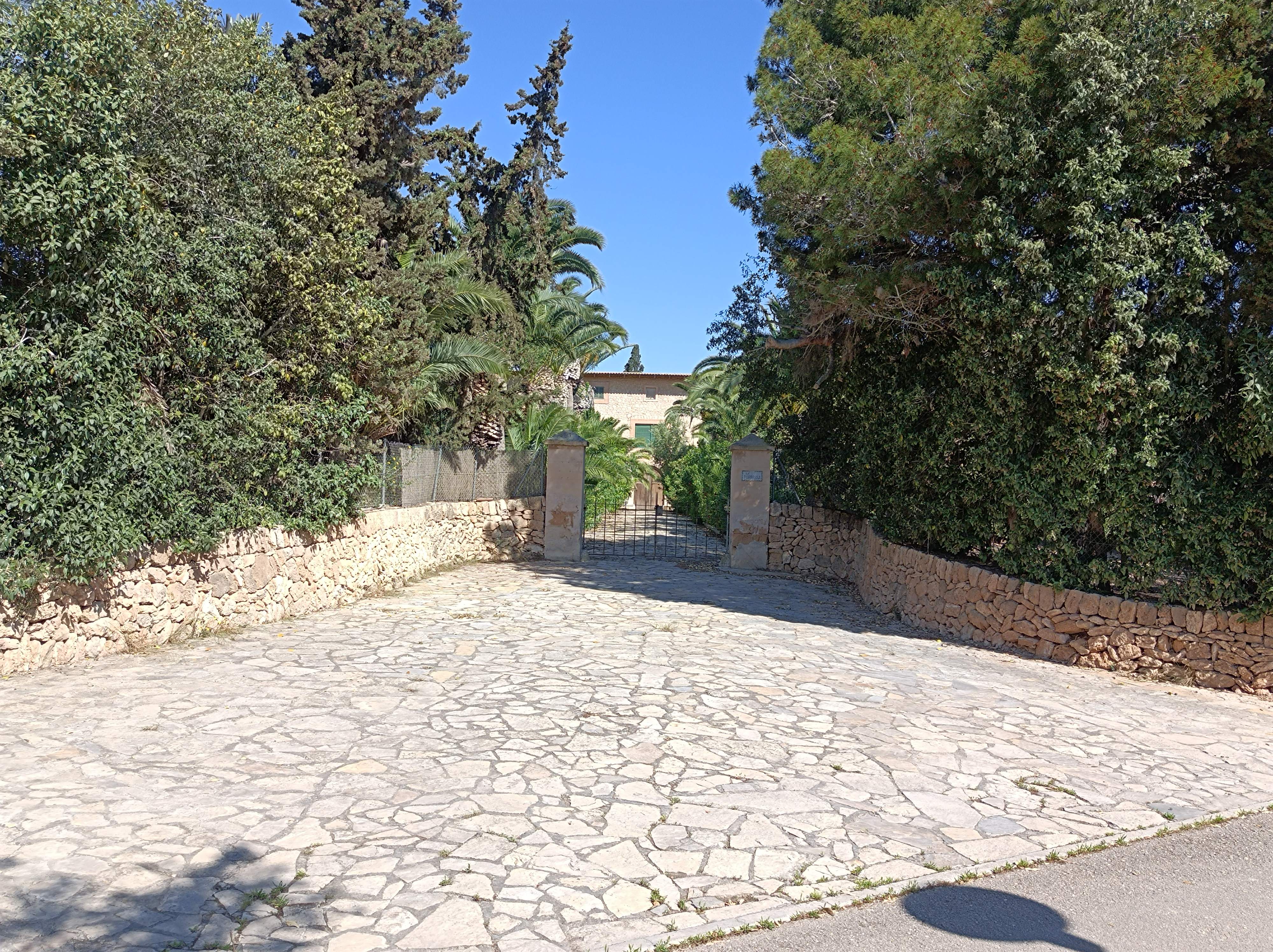
Entrada a la finca.

Durante más de 20 años, contuvo un avión, un Douglas DC-6 que su propietario convirtió en club nocturno durante los años 70. En el 2002, fue finalmente derribado y convertido en chatarra por su mal estado. El avión aparecía señalizado en todos los mapas turísticos que se vendían en la isla y era emblema particular de la zona.
Antes de construirse el nuevo edificio escolar en la villa de Calviá, contenía una pequeña escuela que acogía a alumnos de Magaluf y de Palmanova.

## Torre defensiva
La masía posee una torre de defensa que se alza a 40 metros sobre el nivel del mar, y que fue construida entre 1595 y 1616 con marés y mampostería de piedra. La cámara principal se eleva cuatro metros sobre el terreno y a través de una escalera de caracol se accede a la planta superior. En el 2020 se encuentra en buen estado de conservación y bajo protección por la ley del patrimonio histórico español.